# Baladă pentru oamenii anului unu
Baladă pentru oamenii anului unu este un film românesc din 1979 regizat de Constatin Dicu. Rolurile principale au fost interpretate de actorii Cătălin Ciornei, Ana Ciontea, Cornel Coman.

## Distribuție
Distribuția filmului este alcătuită din:
- Cătălin Ciornei — El, utecist
- Paul Nadolschi
- Cornel Vulpe
- Maria Rotaru — comunistă ilegalistă
- Gheorghe Șimonca — sentinela germană
- Ana Ciontea — Ea, elevă utecistă
- Cornel Coman — comunist ilegalist